# Albert Royle Henry
Pour les articles homonymes, voir Albert Henry (homonymie) et Henry.
Albert Royle Henry (11 juin 1907 - 1er janvier 1981 ), également connu sur place sous le surnom de "Papa Arapati" ou "Papa Premier", était un homme politique des Îles Cook qui fut premier ministre de 1965 à 1978.

## Origines
Albert Royle Henry est né le 11 juin 1907 à Rarotonga de Tupui Ariki Geoffrey (Tiavare) Tearapoti Henry et Metua Grace née Kamire, tous deux originaires de l’île d’Aitutaki. Son arrière-grand-père paternel, Geoffrey ou Jeffrey Strickland, était, selon la légende, un aventurier britannique issu d’une famille aristocratique apparentée aux Churchills qui, après avoir été prospecteur à Dawson City pendant la ruée vers l’or puis shérif dans une petite ville de l’ouest américain, s’embarqua à San Francisco sur un baleinier en tant que harponneur. Son navire s’échoua sur les récifs de l’île d’Aitutaki sans doute dans les années 1840. Strickland décida de s’y installer prenant pour épouse une autochtone, Tapita Paerau, fille de Te Urukura Ariki, l’un des quatre grands chefs de l’île. Au milieu des années 1850, après un passage sur l’île de Palmerston, il partit pour Ma’uke où il se remaria avec Pira Tangataorureau. Naquirent six enfants : James; Samuel Hosea; Minora; Te Aupoto; Teariki et Ngatamaine. Minora se maria à Aitutaki à Royle Henry au début des années 1880.  Fils de Tetaura Raru du clan des Tamatoa Ariki, Royle Henry avait reçu ce nom de baptême à consonance européenne en hommage au missionnaire britannique de la London Missionary Society installé à Aitutaki depuis 1839, le Révérend Henry Albert Royle dont Tetaura Raru avait été l’un des élèves les plus brillants. L’aîné de Minora et Royle Henry fut nommé Geoffrey Tiavare, le père d'Albert Royle.

## Jeunesse et formation (1907-1924)
Le jeune Henry passa ses premières années à Aitutaki avant de partir pour Rarotonga où son père instituteur était en poste. Il fit ses études primaires à la Ngatangiia Primary School. En 1918, il concourut pour la bourse Maui Pomare. Bien qu’étant arrivé en tête du concours, la bourse lui fut refusée car il fut jugé trop jeune pour supporter les rigueurs de l’hiver néo-zélandais. Ressentant ce refus fait à son fils comme une insulte, son père Geoffrey s’arrangea pour l’inscrire à ses frais au Saint Stephen College d’Auckland. Il quitta Rarotonga fin avril 1919 à bord d’un bananier, le Flora.
Élève brillant, Albert Henry y obtint d’excellents résultats améliorant nettement son niveau d’anglais grâce entre autres à l’étude de la Bible. Il s’initia également au rugby, à la boxe et la gymnastique. Il rentra à Rarotonga en 1924, son père n’ayant plus les moyens de financer ses études.

## Retour aux îles Cook (1924-1942)
Henry trouva dans un premier temps un emploi à Rarotonga au sein de l’administration néo-zélandaise en tant qu’employé au département de la justice pour sept dollars par mois. Estimant son salaire insuffisant, il démissionna rapidement pour devenir vendeur au Bonner and Shearman trading Post. Cette même année Henry put mettre à profit sa connaissance du rugby acquise à Saint Stephen en intégrant à 17 ans à peine l’équipe des îles Cook qui affronta les All Blacks, appelés à l'époque les invincibles, de passage à Rarotonga après une tournée triomphale en Angleterre et en France. Le résultat du match fut 0-0. Jamais plus les îles Cook ne réussirent à renouveler cet exploit face aux Blacks.
En 1925, le Commissaire Résident Commissaire Hugh Fraser Ayson lui proposa un poste d’enseignant à l’école d’Arorangi qu'il accepta.
Le 4 mai 1927, Albert Royle Henry épousa Elisabeth Connal, la fille d’un ingénieur écossais expatrié aux îles Cook. Dans les années qui suivirent naquirent leurs deux premiers enfants Mary et Tupui Ariki. En 1932, il obtint une mutation sur son île d’origine d'Aitutaki en tant que directeur de l’Araura Primary School. Mais en 1936, il démissionna après la décision du Résident Commissaire Ayson de réduire son salaire de moitié estimant qu’étant originaire d’Aitutaki, Henry qui y possédait la maison de ses parents n’avait pas besoin de tant d’argent.
Il retourna avec sa famille à Rarotonga où il trouva un emploi à l’A.B. Donald Trading Company pour 32 dollars par mois. Il y resta six années, obtenant rapidement une promotion après avoir suivi des cours du soir en comptabilité auprès des nonnes de la mission catholique. Deux nouveaux enfants naquirent : Eikura Louise et Hugh. Parallèlement il fonda un journal hebdomadaire de quelques pages entièrement en maori des îles Cook, Te Akatauira, du nom de l’étoile qui dans la tradition des îles Cook guidait les pirogues des ancêtres. Le premier numéro sortit en octobre 1938 avec pour chapô la phrase, « Ko te otu teia i arataki ia mai i to tatou ai tupuna i mautanga ana, kia riro katoa teia ei arataki ia kotou ki te marama o te tupu nei i teia tuatau » (L’étoile qui a guidé nos ancêtres aux temps anciens et qui aujourd’hui vous montrera le chemin de la connaissance). Ses articles parfois critiques envers l’administration néo-zélandaise lui valurent d’acquérir rapidement la réputation d’un faiseur de problèmes de la part des autorités.
Au déclenchement de la Seconde Guerre mondiale, il rejoignit les Cook Islands Local Defense Forces en tant que soldat. Mais lassé des simulacres de batailles organisées sur les plages de Rarotonga en guise d’entraînement, Albert Henry, assoiffé d’action partit en 1942 pour Auckland afin de  rejoindre les forces néo-zélandaises. Jugé trop vieux pour le combat actif, sa candidature fut rejetée. Décidé malgré tout à rester en Nouvelle-Zélande, il trouva un emploi dans une ferme horticole à Te Kauwhata. Mais la santé fragile de son épouse et de sa fille Mary supportant mal l’hiver rigoureux de la région de Waikato, obligèrent bientôt la famille à déménager pour Auckland où le climat était plus doux. Ils s’installèrent dans le quartier Brown’s Bay.

## Départ en Nouvelle-Zélande et premiers engagements politiques (1942-1964)
Les 15 années qui suivirent constituèrent pour Henry une période d’apprentissage politique. À Auckland, il prit conscience des conditions de vie misérables et des difficultés d’intégration rencontrées par la communauté Kuki Airani expatriée. Peu habitué à la vie urbaine, nombre d’entre eux étaient confrontés à des problèmes légaux (loyers non payés, emprunts non remboursés…). Henry, parfaitement bilingue dut à de nombreuses reprises servir à titre bénévole d’interprète au tribunal de Brown’s Bay. Lui-même multipliait les emplois précaires, laveur de carreau, vendeur… C’est à cette époque qu’il adhéra au « Auckland Labourers' Union » (syndicat des travailleurs d’Auckland) et au Parti travailliste néo-zélandais. Il s’y lia d’amitié avec un jeune ingénieur des ferry de la Baie d’Auckland et futur Premier Ministre néo-zélandais, Norman Kirk.
En octobre 1945, ayant eu vent des récriminations de ses compatriotes travaillant dans les mines de phosphate de l’île de Makatea, il publia un virulent pamphlet intitulé le  « scandale Makatea » dans lequel il comparait la situation de ces travailleurs à celles des victimes du blackbirding. Cela lui donna également l’occasion de fonder et prendre la tête de la branche néo-zélandaise de la CIPA (Cook Islands Progressive Association). En contact régulier avec ses collègues rarotongiens grâce à la ligne télex nouvellement installée, il organisa l'association en véritable syndicat.
Fondée par des planteurs de Rarotonga et d’Aitutaki, l’un des objectifs des membres de la CIPA était d'acquérir un navire afin d'exporter leur production sans dépendre du Maui Pomare de l'Union Ship Company qui jusqu'alors détenait le monopole du transport maritime entre les îles Cook et la Nouvelle-Zélande. C’est ainsi qu’au début 1949, grâce aux contributions des membres de la CIPA et d’un prêt du gouvernement travailliste de Peter Fraser, Henry put acquérir à Auckland pour la somme de 5 000 dollars néo-zélandais, un petit navire le "La Reta". Le navire quitta Auckland pour Rarotonga en mai 1949. Henry avait engagé comme mécanicien pour cette première traversée, un de ses compatriotes également expatrié et qui devait par la suite l’accompagner durant sa carrière politique, Teaukura Roi, lui-même s’embarquant en tant que cuisinier de bord. De retour à Auckland en décembre les cales pleines, Henry apprit que le gouvernement du Parti National nouvellement élu lui demandait de rembourser immédiatement l’emprunt que lui avait accordé la majorité sortante. Il dut revendre le navire.
Dans les années 1950, il travailla dans l’industrie sucrière. Toujours engagé politiquement au sein du parti travailliste, il participa activement aux campagnes électorales des législatives de 54 et 57 soutenant Norman King opposé dans la circonscription de la banlieue nord d’Auckland à Robert Muldoon.
Début 1964, alors qu’il pensait finir ses jours en Nouvelle-Zélande, des compatriotes vinrent le voir pour lui demander de rentrer en pays dans la perspective des évolutions institutionnelles qui s’annonçaient. Il accepta la proposition. Il s’installa à Titikaveka transformant la CIPA en véritable parti qui prit le nom de Cook Islands Party. Ne pouvant se présenter aux élections d'avril 1965, en raison de sa trop longue absence des îles Cook, ce fut sa sœur Marguerite Story qui se présenta à sa place dans la circonscription de Teauotonga. Élue, elle démissionna de son mandat quelques semaines plus tard, après une réforme de la loi électorale permettant ainsi à son frère de se présenter lors d'élections partielles organisées en juin 1965. Le 4 août, à la suite d'un vote de l'assemblée législative, l'indépendance associée était officiellement proclamée, Henry étant nommé "Premier" du nouveau gouvernement.

## Les années de pouvoir (1964-1978)
En 1965, le Cook Islands Party était le seul véritable parti politique de l’archipel. Aux élections de 1968, les opposants à Henry tentèrent de s’unir au sein d'un parti le "United Cook Islands Party" (UCI). Sans véritable leader charismatique ni programme politique, l'UCI ne survécut pas à ces élections. Ce n’est qu’à partir des élections de 1972 qu’une véritable opposition commença à s’organiser autour de Tom Davis, de retour au pays après plus de 20 ans d’absence. Il fonda le Democratic Party. Cela n’empêcha le CIP de remporter de nouveau les élections de 1974 et 1978. Cette dernière élection fut toutefois marquée par une affaire de fraude électorale, dites des  électeurs volants (fly-in voters). Neuf des sièges remportés par le CIP furent invalidés permettant au Democratic Party de Tom Davis d’accéder au pouvoir. Le titre de Chevalier de l'Empire britannique (KBE) qu’Henry avait obtenu en 1974, lui fut retiré par Élisabeth II. Souffrant d'un cancer, il décéda le 1er janvier 1981.

## Bilan des années Henry
La création d’un système de retraite fut sans doute l’une des mesures les plus importantes des 13 années de gouvernance Henry. Pour financer celui-ci il eut l’idée de s’appuyer sur la philatélie. Il fit pour cela appel à un milliardaire américain, Finbar Kenny, spécialisé dans le commerce de timbres rares auquel il proposa de concéder le monopole sur l'édition et la vente de timbres des îles Cook en échange d’une rente annuelle devant servir à financer les retraites. Les îles Cook sont encore aujourd'hui le seul pays du Pacifique insulaire à faire bénéficier ses vieux d'une pension de retraite. Ces pensions continuent du reste à être appelées familièrement "Te moni a Arapti" ("l'argent d'Albert")
Attaché à la tradition, Henry fut à l’origine en 1967 de la fondation de la Chambre des Ariki. Néanmoins ayant souvent maille à partir avec certains Ariki et plus particulièrement Makea Nui Tapumanoanoa Teremoana Ariki qui le détestait cordialement, il créa en 1972 une entité coutumière rivale le Koutu Nui regroupant quelque 300 mataiapo, rangatira et kavana (Mangaia) de l'archipel, titres coutumiers généralement considérés comme inférieurs au Ariki mais qui soutenaient le CIP.
L’ère Henry fut également marquée par des progrès spectaculaires que cela soit dans les  domaines de l’éducation, de la modernisation des infrastructures (bitumage des routes, ouverture en 1972 de l’aéroport international de Rarotonga …). Toutefois méfiant envers le tourisme de masse, il freina l’implantation de grandes structures hôtelières craignant que celles-ci défigurent le paysage et bouleversent le mode de vie traditionnel. À cet effet, il fit voter une loi limitant la hauteur des bâtiments à celle d’un cocotier.
Bien que considéré comme le père fondateur des îles Cook moderne, Albert Henry laissa dans l'archipel un souvenir partagé. Si tous lui reconnaissent son charisme et ses talents d’orateur, beaucoup lui reprochent son népotisme et un exercice trop personnel du pouvoir. Pour ses partisans, Henry était au contraire un homme du peuple, proche des petites gens ("iti tangata").
“Albert Henry was flamboyant but very humble. He would walk down the street and talk to anybody, a mama he hadn’t seen for a while, he’d take her  into the shop and empty his pocket to get her something to eat (Percy Henderson)”.
“The guy was on his way to work on his Premier’s car and he would stop the car and pick up an old man or an old woman walking on the road, pick them up and they would go together to his office drop him off and he’d issue instructions for the car to take them wherever they wanted to go and then come (George Paniani)”
Néanmoins pour Ron Crocombe, cette image d’homme humble et proche du peuple ne reflétait pas la réalité.
“As most Cook Islanders see themselves as ‘small men’. Sir Albert’s emphasis on being one of them is a politically popular stance. Though it is clear that he likes to live ‘big’ and depends heavily upon flattery and public praise, he could still devote his energies to serving the interests of ‘small people’. His record shows this only occasionally. As one who urges the public to uphold religious values and asserts his own adherence to them, his private actions do not bear examination. I have come reluctantly to the conclusion that there is a large element of highly skilled hypocrisy in Sir Albert Henry”
Ce portrait peu flatteur d’Albert Henry doit toutefois être relativisé. Ron Crocombe bien que brillant universitaire était un ami proche de Tom Davis, l'adversaire politique de Henry.